# Topolovgrad
Topolovgrad (în bulgară Тополовград, în traducere Orașul plopilor) este un oraș în Obștina Topolovgrad, Regiunea Haskovo, Bulgaria.

## Demografie
Componența etnică a orașului Topolovgrad
     Bulgari (89,71%)
     Romi (6,6%)
     Nicio identificare (3,4%)
     Altele (0,48%)
La recensământul din 2011, populația orașului Topolovgrad era de 5.588 locuitori. Din punct de vedere etnic, majoritatea locuitorilor (89,71%) erau bulgari, cu o minoritate de romi (6,6%). Pentru 3,4% din locuitori nu este cunoscută apartenența etnică.